# Club Baloncesto Estudiantes 2013-2014
Questa voce raccoglie le informazioni riguardanti il Club Baloncesto Estudiantes nelle competizioni ufficiali della stagione 2013-2014.

## Stagione
La stagione 2013-2014 del Club Baloncesto Estudiantes è la 58ª nel massimo campionato spagnolo di pallacanestro, la Liga ACB.

## Roster
Aggiornato al 21 dicembre 2024.
| Tuenti Móvil Estudinates 2013-14 | Tuenti Móvil Estudinates 2013-14 |
| Giocatori                        | Staff tecnico                    |
| -------------------------------- | -------------------------------- |

| N. | Naz.                                           | Ruolo | Nome                | Anno | Alt.   | Peso   |  |
| -- | ---------------------------------------------- | ----- | ------------------- | ---- | ------ | ------ |  |
| 4  | Argentina (bandiera) · Spagna (bandiera)       | G     | Federico Van Lacke  | 1980 | 191 cm | 85 kg  |  |
| 5  | Spagna (bandiera)                              | C     | Fran Guerra         | 1992 | 214 cm | 110 kg |  |
| 7  | Spagna (bandiera)                              | P     | Jaime Fernández     | 1993 | 186 cm | 79 kg  |  |
| 9  | Spagna (bandiera)                              | A     | Edgar Vicedo        | 1994 | 203 cm | 96 kg  |  |
| 10 | Andorra (bandiera) · Spagna (bandiera)         | P     | Quino Colom         | 1988 | 188 cm | 88 kg  |  |
| 13 | Croazia (bandiera)                             | AC    | Marko Banić (C)     | 1984 | 205 cm | 110 kg |  |
| 14 | Stati Uniti (bandiera) · Slovacchia (bandiera) | G     | Kyle Kuric          | 1989 | 193 cm | 88 kg  |  |
| 16 | Spagna (bandiera)                              | AG    | Guillem Rubio       | 1982 | 202 cm | 104 kg |  |
| 17 | Spagna (bandiera)                              | AC    | Juancho Hernangómez | 1995 | 206 cm | 95 kg  |  |
| 22 | Spagna (bandiera)                              | AP    | Xavi Rabaseda       | 1989 | 196 cm | 93 kg  |  |
| 25 | Spagna (bandiera)                              | G     | Darío Brizuela      | 1994 | 188 cm | 72 kg  |  |
| 31 | Spagna (bandiera)                              | GA    | Andrés Miso (C)     | 1983 | 198 cm | 88 kg  |  |
| 35 | Brasile (bandiera) · Spagna (bandiera)         | C     | Lucas Nogueira      | 1992 | 213 cm | 100 kg |  |
| 44 | Bulgaria (bandiera)                            | AC    | Dejan Ivanov        | 1986 | 205 cm | 103 kg |  |
| 55 | Slovenia (bandiera)                            | C     | Uroš Slokar         | 1983 | 210 cm | 114 kg |  |
| -  | Stati Uniti (bandiera)                         | P     | Morris Finley       | 1981 | 180 cm | 80 kg  |  |

| Allenatore                                                                                      |
| - Txus Vidorreta                                                                                |
| Assistente/i                                                                                    |
| - Juan Antonio Cabrerizo - Alberto Lorenzo Legenda - (C) Capitano - (IN) Inattivo - Infortunato |

## Mercato

### Sessione estiva
| Acquisti | Acquisti      | Acquisti     | Acquisti   | Acquisti |
| R.a      | Nome          | da           | Modalità   |          |
| -------- | ------------- | ------------ | ---------- | -------- |
| P        | Quino Colom   | Fuenlabrada  | definitivo |          |
| GA       | Andrés Miso   | Murcia       | definitivo |          |
| AP       | Xavi Rabaseda | Barcellona   | definitivo |          |
| AG       | Guillem Rubio | Valladolid   | definitivo |          |
| AC       | Marko Banić   | Free agent   | definitivo |          |
| AC       | Dejan Ivanov  | Pall. Varese | definitivo |          |

| Cessioni | Cessioni       | Cessioni          | Cessioni       | Cessioni |
| R.       | Nome           | a                 | Modalità       |          |
| -------- | -------------- | ----------------- | -------------- | -------- |
| P        | Jayson Granger | Málaga            | fine contratto |          |
| PG       | Josh Fisher    | Fujian Sturgeons  | fine contratto |          |
| G        | Carl English   | Free agent        | rescissione    |          |
| AP       | Tariq Kirksay  | Joventut Badalona | fine contratto |          |
| AG       | Dan Clark      | Saski Baskonia    | fine contratto |          |
| AC       | Germán Gabriel | Bilbao Berri      | fine contratto |          |
| C        | Lamont Barnes  | Free agent        | fine contratto |          |

### Dopo l'inizio della stagione
| Acquisti | Acquisti           | Acquisti         | Acquisti         | Acquisti   |
| R.       | Nome               | da               | Data             | Modalità   |
| -------- | ------------------ | ---------------- | ---------------- | ---------- |
| C        | Uroš Slokar        | Alba Berlino     | 16 dicembre 2013 | definitivo |
| P        | Morris Finley      | Free agent       | 24 dicembre 2013 | definitivo |
| G        | Federico Van Lacke | Obras Sanitarias | 30 gennaio 2014  | definitivo |

| Cessioni | Cessioni      | Cessioni     | Cessioni         | Cessioni    |
| R.       | Nome          | a            | Data             | Modalità    |
| -------- | ------------- | ------------ | ---------------- | ----------- |
| P        | Morris Finley | Free agent   | 30 dicembre 2013 | rescissione |
| A        | Edgar Vicedo  | Peñas Huesca | 3 febbraio 2014  | prestito    |